# هيلي وايب
هيلي وايب (بالإنجليزية: Haley Webb)‏ هي مونتيرة ولاعبة تايكوندو ومغنية وراقص وموسيقية وعازفة بيانو ومخرجة وممثلة أمريكية، ولدت في 25 نوفمبر 1985 في الولايات المتحدة.

## أعمال

### أفلام
- (2009) الوجهة النهائية 4

## وصلات خارجية
- هيلي وايب على موقع IMDb (الإنجليزية)
- هيلي وايب على موقع ألو سيني (الفرنسية)
- هيلي وايب على موقع أول موفي (الإنجليزية)
- هيلي وايب على موقع قاعدة بيانات الأفلام السويدية (السويدية)
- هيلي وايب على موقع قاعدة بيانات الفيلم (الإنجليزية)
- هيلي وايب على موقع كينوبويسك (الروسية)